# 梅普里卡湖
梅普里卡湖（Lake Mapourika）位于新西兰南岛西海岸，法兰士·约瑟夫冰川北面。它是新西兰西海岸最大的湖泊，于上一个冰川时期形成。由于不再有冰川融化的水流入湖中，如今湖水靠附近森林的雨水积聚，由于单宁酸的作用使湖水颜色较深。由于该区域的风在南阿尔卑斯山脉的上面，因此湖水十分平静，湖面倒映出周围的森林。